# Типографская летопись
Типографская летопись — русская летопись конца XV — начала XVI века.

## Текстология
Списки летописи не ранее XVI века. Представлены двумя редакциями — Синодальной (один Синодальный список) и Академической (Толстовский, Академический списки, список Оболенского и др.).
Синодальный список, принадлежавший Синодальной типографии, впервые был опубликован ещё в конце XVIII века. А. А. Шахматов показал, что два списка, Синодальный и Толстовский сходны до 1484 года, и заключил, что в основе летописи лежит свод 1484 года. По содержанию он был определён как ростовский владычный (архиепископский). А. Н. Насонов обнаружил ряд списков Типографской летописи, близких к Толстовскому (Академический список, список Оболенского и др.), и выделил их в Академическую редакцию. Первичной является Академическая редакция, последовательно доведенная до 6998 (1488/1489) года. Затем следуют приписки, которые расходятся в отдельных списках. Известия о попытке отставки митрополита Геронтия в Академической редакции за 1484 и 1485 годы логически связаны. В Синодальной редакции, начиная с 1485 года, этот текст отсутствует, что, по мнению Я. С. Лурье, является результатом сокращения, а основой летописи является свод 1489 года.

## Содержание и источники
Свод 1489 года состоит из двух частей. Первая, доходящая до 1423 года, является сокращением Московского великокняжеского свода 1479 года. Имеются также небольшие дополнения, связанные с Ростово-Суздальской землёй и Ростовской епархией. Летопись сообщает, что киевская княгиня  Ольга была дочерью князя Олега: «Нецыи же глаголють, яко Олгова дчи бе Олга» и др.
Текст второй части также краток, в особенности за 1420—1460-е годы, но оригинален и содержит большое число известий, связанных с Ростовом и Ростовской епархией. Подробными являются известия о сменах ростовских архиепископов. Свод повествует о столкновении ростовского архиепископа Вассиана Рыло с митрополитом Терентием, проявляя сочувствие Вассиану. Наиболее ярким рассказом летописи является Повесть о стоянии на Угре в 1480 году. В нескольких местах она сближается с публицистическим Посланием на Угру архиепископа Вассиана. В этой повести и в ряде других известий заметна независимая позиция летописца по отношению к великокняжеской власти. Так, в известиях об объединении Руси летописец демонстрирует московскую точку зрения (в рассказе о присоединении Новгорода москвичи именуются «нашими»), однако с нейтральных позиций он освещает борьбу Василия II с Дмитрием Шемякой, осуждает нападение Менгли-Гирея на Киев в 1483 году (в то время как в своде 1479 года это событие рассматривается как справедливое возмездие польско-литовскому королю) и репрессии Ивана III в присоединенных землях — Новгороде и Твери. Свод, созданный в 1481 году, после смерти Вассиана Рыло, и составивший основу Типографской летописи, по мнению Лурье, связан с Ростовской епархией, но имеет неофициальный характер. В Синодальной редакции текст этого свода был продолжен до 1497 года. Это продолжение сближается с Прилуцким видом «Летописца от 72-х язык».

## Влияние
Протограф Типографской летописи оказал влияние на другой неофициальный летописный свод, который отразился в Львовской и Софийской второй летописях.

## Издания
- Летописец, содержащий Российскую историю от 6714 (1206) до 7024 (1534) лета. — М., 1784;
  - 2-е изд. М., 1853;
- Полное собрание русских летописей. — Пг., 1921. — Т. 24.